# Hou Jiachang
Hou Jiachang (chinesisch 侯加昌, * 1942 als Houw Ka-Tjong in Semarang) ist ein ehemaliger chinesischer Badmintonspieler.

## Karriere
Hou Jiachang war einer der bedeutendsten chinesischen Badmintonspieler der 1970er Jahre. In dieser Zeit gab es noch eine strikte Trennung zwischen dem China-nahen Weltverband WBF und dem weitaus größeren Verband IBF, so dass sich Jiachang so gut wie nie mit den Größen des anderen Verbandes messen konnte. In China gewann er 1974 die nationale Meisterschaft im Herreneinzel. 1976 wurde er Asienmeister, 1974 siegte er bei den Asienspielen. Bei der Weltmeisterschaft der WBF wurde er 1978 Erster im Herrendoppel mit Yu Yaodong. 2002 wurde er in die Badminton Hall of Fame aufgenommen.

## Sportliche Erfolge
| Saison | Veranstaltung             | Disziplin    | Platz | Name                      |
| ------ | ------------------------- | ------------ | ----- | ------------------------- |
| 1972   | King Mahendra Memorial    | Herreneinzel | 1     | Hou Jiachang              |
| 1974   | Chinesische Meisterschaft | Herreneinzel | 1     | Hou Jiachang              |
| 1974   | Asienspiele               | Herreneinzel | 1     | Hou Jiachang              |
| 1976   | Asienmeisterschaft        | Herreneinzel | 1     | Hou Jiachang              |
| 1978   | Asienspiele               | Herreneinzel | 3     | Hou Jiachang              |
| 1978   | Weltmeisterschaft (WBF)   | Herrendoppel | 1     | Yu Yaodong / Hou Jiachang |